# 兵馬司
兵馬司（ひょうまし）は、日本の律令制において兵部省に属した機関。訓はつわもののうまのつかさなど。

## 職掌
兵馬司は、全国の牧、軍馬、公私における牛・馬の管理（近い性格の機関である馬寮は、主に朝廷での飼養を職掌としていた）、駅伝制などをつかさどった。
大同3年（808年）に廃止され、その職務は左・右馬寮に組み込まれた。

## 職員
- 正（正六位上）　一名
- 佑（従七位下）　一名
- 大令史（大初位上）・小令史（大初位下）　各一名

- 使部　六名
- 直丁　一名